# Нейт (ураган)
Ураган «Нейт» (англ. Hurricane Nate) — одне з наймасштабніших стихійних лих в історії  Коста Ріки. Тропічний циклон, що надзвичайно швидко рухався, який викликав сильну повінь у Центральній Америці, що призвела до масових руйнувань і жертв на початку жовтня 2017 року, перш ніж обрушитися на узбережжі Мексиканської затоки в США.
Рухаючись на північний захід зі швидкістю 29 миль на годину (47 км/год), Нейт був найшвидшою тропічною системою, що колись зареєстрована в Мексиканській затоці. Це також четвертий атлантичний ураган 2017 року, що обрушився на суходіл у Сполучених Штатах з 2005 року. Крім того, Нейт став першим тропічним циклоном, що обрушився на берег у штаті Міссісіпі після урагану Катріна. 
Загалом було зафіксовано 48 смертей: 16 смертей були зареєстровані в Нікарагуа, 14 у Коста-Риці, 5 у Гватемалі, 7 у Панамі, 3 у Гондурасі, 1 у Сальвадорі та 2 у Сполучених штатах. 

## Рекорд
7 жовтня Національна метеорологічна служба заявила, що ураган «Нейт» побив рекорд найшвидшого руху вперед урагану в Мексиканській затоці зі швидкістю 29 миль на годину (47 км/год). Цей верхній рух вперед стався протягом 12-годинного періоду в суботу, 7 жовтня, коли Нейт мчав на північ до узбережжя Мексиканської затоки.
11 квітня 2018 року через значний вплив шторму на Коста-Ріку Всесвітня метеорологічна організація вилучила ім’я Нейт зі своїх ротаційних списків імен, і воно більше ніколи не буде використовуватися для іншого урагану в Атлантиці.  У сезоні 2023 року його замінить Найджел.